# Philopotamus corsicanus
Philopotamus corsicanus là một loài Trichoptera trong họ Philopotamidae. Chúng phân bố ở miền Cổ bắc.